# Barbapapá
Barbapapá es el nombre del personaje principal, el nombre de su especie y el de una serie de libros para niños escritos originalmente en francés en la década de 1970 por la pareja franco-americana Annette Tison y Talus Taylor, que residían en París (Francia).
Los libros fueron traducidos a numerosos idiomas. Además se hizo una serie animada de cinco minutos de duración por capítulo.
El copyright de Barbapapá es de 1970 a nombre de "Tison/Taylor". En el 2006 el copyright fue renovado, esta vez sólo a nombre de "Annette Tison".

## Personajes

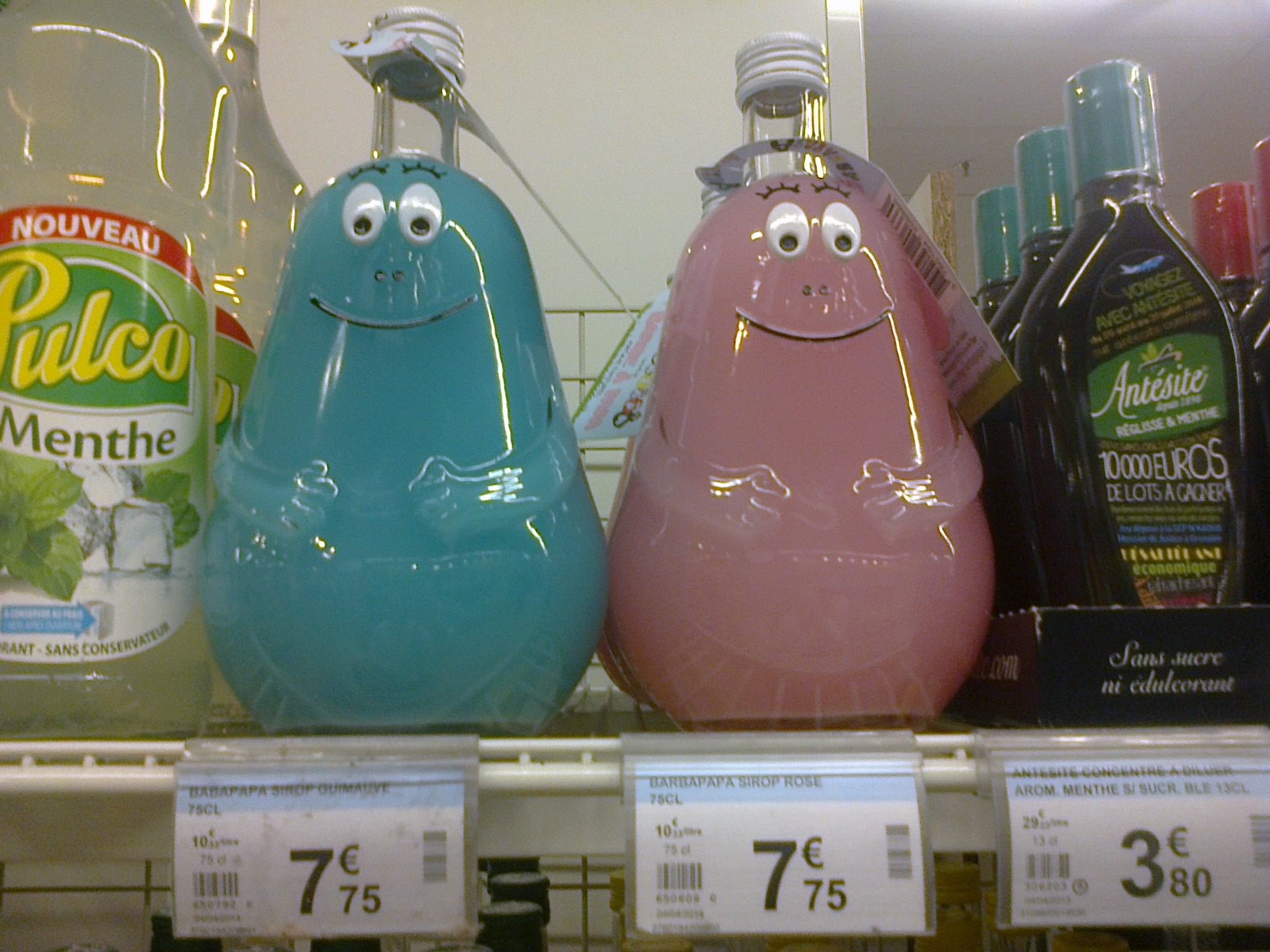
Botellas de un jarabe de "Barbapapá" en un supermercado de Boulogne-Billancourt, en Francia.

Barbapapá (Barbapapa en francés) es un personaje de color rosa que nació de la tierra en un jardín; puede adoptar cualquier forma, aunque casi siempre tiene forma de pera, y tropieza en el mundo de los humanos a pesar de intentar encajar en él. El nombre de Barbapapá proviene del francés, y significa algodón de azúcar (barbe à papa).
Barbapapá hace un viaje por algunas partes del mundo en busca de otro ser de su misma especie y al regresar a su casa conoce a una mujer de su especie, de color negro, llamada Barbamamá (Barbamama en francés). Tienen siete hijos de distintos colores, que cambian su forma al igual que sus padres:
- Barbalala (Barbalala), verde, femenina, y amante de la música.
- Barbabella (Barbabelle), morada, femenina, y amante de la belleza.
- Barbalib (Barbotine), naranja, femenina, amante de los libros y lo clásico.
- Barbazoo (Barbidou en francés), amarillo, masculino, y amante de los animales
- Barbabello (Barbouille), negro y peludo, masculino, y amante de las artes.
- Barbabrillo (Barbibul), azul, masculino, y amante de la ciencia.
- Barbabravo (Barbidur), rojo, masculino, amante de los deportes, la fuerza y el heroísmo.

En mitad de la serie se cambia la voz original que doblaba a todos los personajes, y se contratan voces para todos los personajes por separada.

## Música
La música original fue compuesta por los holandeses Joop Stokkermans (música) y Harrie Geelen (textos) en 1973, en ocasión de la primera película: "Las aventuras de Barbapapá". Las versiones originales fueron interpretadas por el cantante holandés Leen Jongewaard.
El grupo infantil español Parchís canto un cover en español de la canción "Barbapapa Rock" cuya versión original es cantada en francés

## Legado
Los Barbapapas son populares en muchos países y se han traducido a una gran cantidad de idiomas. El merchandising de Barbapapa se sigue vendiendo en Francia y Japón.
Google creó un doodle para celebrar el 45 aniversario de su publicación en mayo de 2015.
La canción 'Ce matin là' del dúo de música electrónica francés Air está inspirada en los sonidos del cuerno de Barbapapa.
La canción de 1994 'It's a Kid's World' del trío británico Disco Inferno usa el sample de la serie.
Los cómicos Bodo Wartke y Marti Fischer lanzaron un rap titulado Barbaras Rhabarberbar en 2024 inspirado en la serie y que se hizo viral en internet.